# 195
195 је била проста година.

## Догађаји
- Цар Септимије Север наређује Римском сенату да обожи претходног цара Комода, покушавајући да стекне наклоност породице Марка Аурелија.
- Краљ Вологас V и други источни принчеви подржавају захтеве Песценија Нигера. Римска провинција Месопотамија диже устанак уз подршку Парта. Север креће у Месопотамију да би се борио против Парта.
- Римска провинција Сирија је подељена, а улога Антиохије је умањена. Римљани анектирају сиријске градове Едесу и Нисибис. Север поново успоставља свој штаб и колоније тамо.
- Луције Септимије Басијан (или Каракала), 7 година, мења име у Марко Аурелије Антонин, како би учврстио везе са породицом Марка Аурелија, и добија титулу Цезар.
- Клодије Албин, који је проглашен за цара у Британији, прелази у Галију са својим легијама, истовремено регрутујући нове војнике. Убрзо је на челу војске од 150.000 људи, према речима Касија Диона.
- Север, још увек у Месопотамији, брзо се враћа у Рим. Север је девалвирао денар. Новац сада садржи само 50% племенитог метала.
- У Кини, федерација Сјунгну прелази Велики зид и успоставља се у провинцији Шанси.